# José de Cabrera y Velasco
José de Cabrera y Velasco o bien José Cabrera Velasco (Córdoba, gobernación del Tucumán, ca. 1644 - estancia de Río Cuarto, gobernación del Tucumán, 16 de febrero de 1713) era un militar, hidalgo, terrateniente, encomendero y funcionario colonial hispano-criollo que fue nombrado en el cargo de teniente de gobernador general de Córdoba desde 1707 hasta 1712. Era descendiente de los primeros gobernantes hispanoamericanos Hernando Arias de Saavedra, Juan Ramírez de Velasco, Jerónimo Luis de Cabrera, Gonzalo Martel de la Puente y Guzmán, Martín Suárez de Toledo, Juan de Garay y Diego Gutiérrez de los Ríos y Aguayo, entre otros, además de descender de Mencia Calderón Ocampo "la Adelantada".

## Biografía hasta el cargo de alcalde provincial

### Origen familiar y primeros años
José de Cabrera y Velasco había nacido hacia 1644 en la ciudad de Córdoba, capital de la tenencia de gobierno homónima que formaba parte de la gobernación del Tucumán, la cual a su vez fuera una entidad autónoma dentro del Virreinato del Perú.
Era hijo del maestre de campo Jerónimo Luis III de Cabrera y Saavedra (Córdoba, 1612 - estancia de Costasacate, diciembre de 1689), gobernador de Chucuito y teniente de gobernador de Salta, Jujuy y Esteco desde 1660, y de su esposa Antonia de Carvajal Velasco (Potosí, ca. 1622 - Cordóba, 3 de noviembre de 1684).
Tenía siete hermanos: Francisco Luis, Isabel, Josefa y Ana, los cuales no sobrevivieron a sus padres, y Francisco de Cabrera Velasco, Fernando Arias de Cabrera y María Rosa de Cabrera. Además tuvo cuatro hermanos ilegítimos por parte de padre: Diego, María, Bernarda de Cabrera (f. Costa Sacate, 1693) y Juan Arias de Cabrera.
Sus abuelos paternos eran el gobernador Jerónimo Luis II de Cabrera y Garay y su esposa y prima materna Isabel de Saavedra y Garay Becerra, y los abuelos maternos eran el capitán Diego Méndez de Carvajal y su esposa Lorenza Ramírez de Velasco y Ugarte.
Los cuatro bisabuelos paternos eran el maestre de campo general Gonzalo Martel de Cabrera (Cuzco, ca. 1562 - Córdoba, 12 de marzo de 1599) que había sido alférez real, señor de la encomienda de La Lagunilla en 1577, alcalde de segundo voto de Córdoba en 1585 y corregidor de Larecaja en 1596 en la nominal provincia de Charcas, y su cónyuge María de Garay, y el gobernador Hernando Arias de Saavedra con su segunda cónyuge y concuñada Jerónima de Garay y Becerra Contreras. De los cuatro bisabuelos maternos, dos de ellos eran el gobernador Juan Ramírez de Velasco y su cónyuge Catalina de Ugarte y Velasco.
Además era tataranieto paterno del adelantado Jerónimo Luis de Cabrera y Toledo y de su esposa Luisa Martel de los Ríos y Mendoza, del gobernador Martín II Suárez de Toledo y Saavedra y de su cónyuge María de Sanabria Calderón, y también del gobernador Juan de Garay Ochandiano y Mendieta Zárate y de su esposa Isabel de Becerra y Contreras Mendoza, además de chozno entre otros, del alcalde de primer voto panameño Gonzalo Martel de la Puente y Guzmán, XII señor de Almonaster, y de su mujer Francisca Gutiérrez de los Ríos y Lasso de Mendoza, que era una descendiente de la Casa del Infantado.

### Juicio a indígenas y alcalde de Córdoba
Como encomendero de los pampas, el general José de Cabrera y Velasco denunció ante la Real Audiencia de Charcas a los entonces llamados «indios pampas» de su repartimiento y fronterizos a ellos que comenzaron a partir de 1675 a atacar a los vaqueros que se internaban en los territorios pampeanos en busca de ganado cimarrón. En el juicio de mayo de 1680 un testigo declaró que los amerindios no solo robaban el ganado arreado sino que mataban a los españoles que los llevaban.
En el año 1682 fue elegido alcalde ordinario de la ciudad de Córdoba, y en 1688 el presidente Diego de Mejías de la Real Audiencia ya citada escribía al rey acerca de la ingobernabilidad sobre los aborígenes pampeanos que mudaban continuamente de sitios pero que se asentaban para atacar a los viajeros que pasaban por los caminos reales y a los que penetraban al territorio para arrear ganado cimarrón.

### Herencia paterna y alcalde provincial
En diciembre de 1689 falleció su padre y le heredó por testamento del 30 de agosto del mismo año la estancia de Río Cuarto, y a sus hermanos Francisco de Cabrera Velasco le dejó la hacienda de Las Peñas, la mitad de la estancia de San Bartolomé y el paraje de Los Sauces, a María Rosa de Cabrera le cedió la otra mitad de la estancia de San Bartolomé y media hacienda de La Lagunilla, y a Fernando la hacienda de Costazacate, las chácras de Santa Fe, las haciendas del Paraná, el paraje de las Lajas y Achiras hasta el paraje del Morro.
En el año 1697 fue nombrado alcalde provincial de la Santa Hermandad de la campiña de la ciudad de Córdoba hasta principios de 1702.

## Teniente de gobernador general de Córdoba y deceso

### Nombramiento como teniente general del Tucumán
El poderoso terrateniente y maestre de campo José de Cabrera y Velasco fue nombrado teniente de gobernador de Córdoba y por ende también, al mismo tiempo, como teniente general de la gobernación del Tucumán, en el año 1707.

### Asesinato de Antonio Herrera Garay por aborígenes

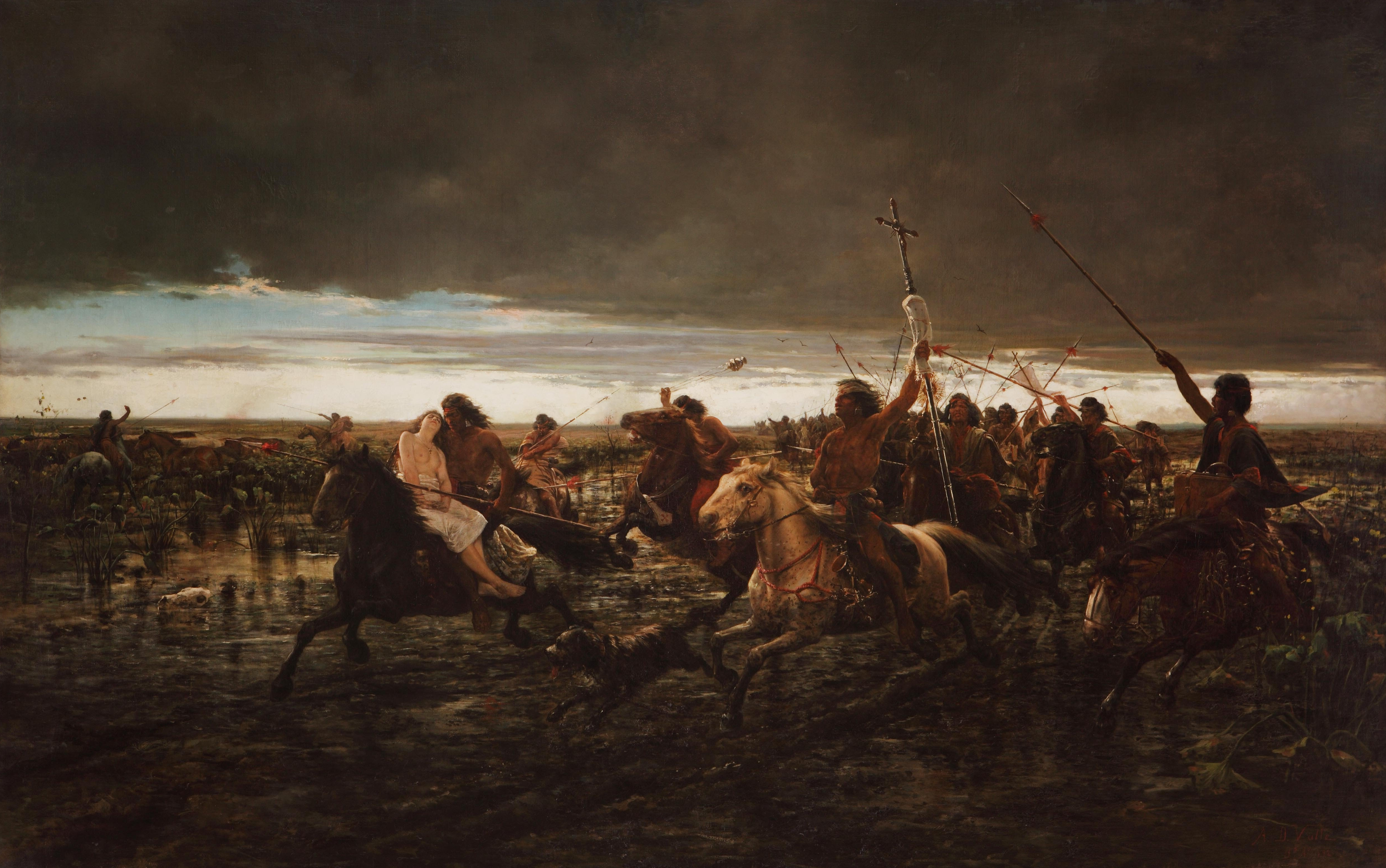
La vuelta del malón (por Ángel Della Valle, año 1892).

El 9 de noviembre de 1707 recibió una carta en la ciudad de Córdoba procedente de la sierra de Tandil y firmada por José de Esquivel, en la cual comunicaba que a comienzos del mes de octubre del mismo año aconteció los asesinatos del hidalgo Antonio de Herrera y Garay y sus nueve peones, mientras recogían hacienda cimarrona en las inmediaciones de dicha sierra, los cuales fueron perpetrados por un malón de aborígenes pampeanos.
Dicho territorio era de los dominios de Cacapol "Juan el Bravo", cacique mayor de los tehuelches septentrionales australes del río Salado al río Negro y del océano Atlántico a la cordillera de los Andes, desde 1680 hasta 1740 (y padre del famoso sucesor Cangapol "Nicolás el Bravo", que lideró su gran cacicazgo desde 1740 hasta 1757).
El teniente general Cabrera se puso en campaña al frente de 262 soldados a finales de mayo de 1708 para encontrar a los autores de semejante tragedia, y de esta forma consiguió averiguar quiénes fuesen los presuntos culpables, que según los testigos aborígenes e hispanos del juicio sumario iniciado a finales del mismo año, estos eran los tres caciques Yahati, Queleliano y Ereguereyán con sus hordas de alrededor de trecientos cuarenta amerindios  anhelosos de pillaje y de matanzas, siendo en su mayoría aborígenes pampas o serranos, los cuales ya estaban en proceso de araucanización y formaban parte de la encomienda del yerno Pedro de Herrera y Velasco.

### Apresamiento y juicio de caciques pampeanos

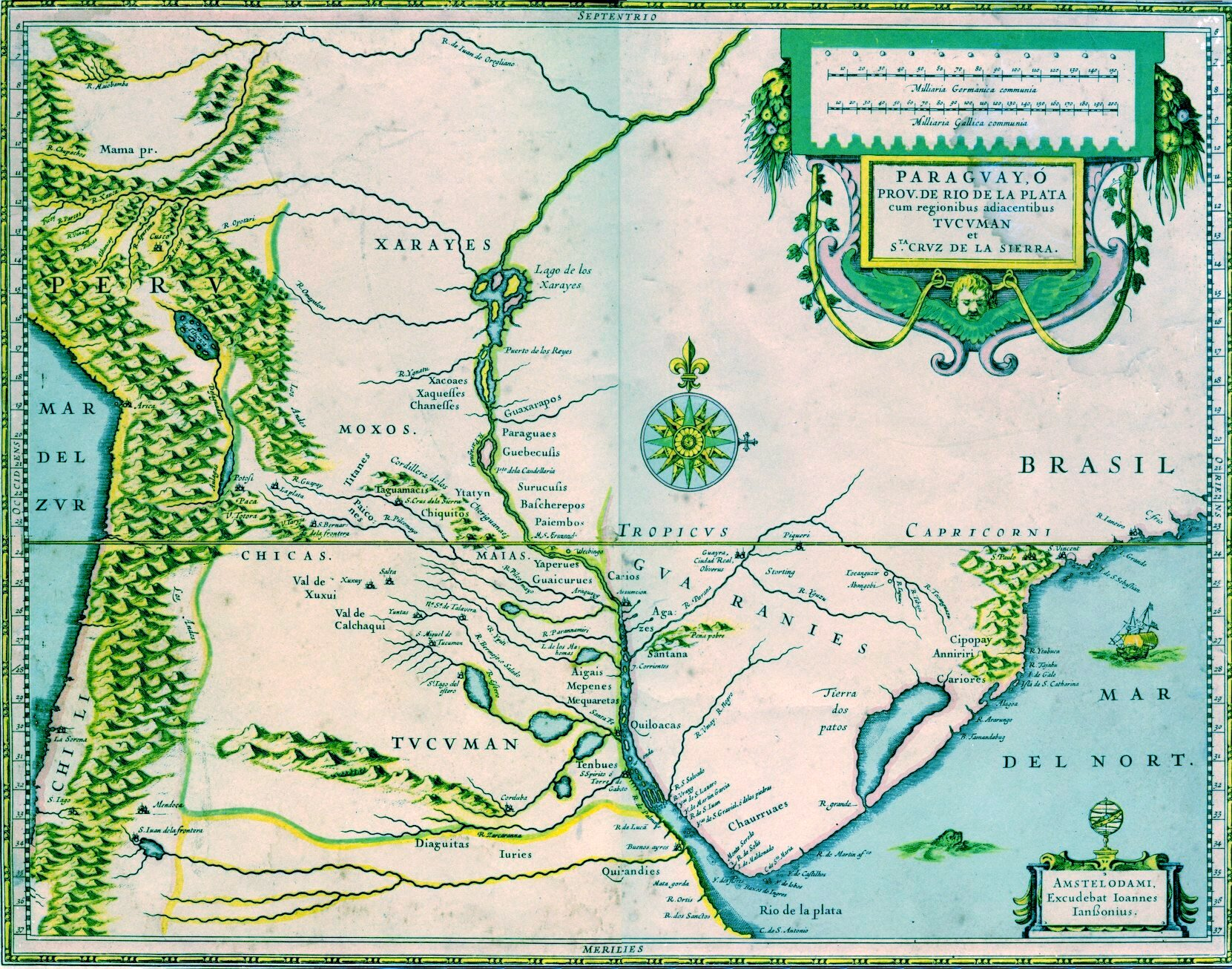
Las gobernaciones autónomas del Tucumán y del Río de la Plata y Paraguay, dentro del Virreinato del Perú (en un mapa de 1600).

Solo se pudo apresar al cacique Ereguereyán, junto a sus tres hijos mayores de edad, al cacique Andrés Liquid, los aborígenes İluquén y "el Ñato Cara Cortada". En el juicio sumario, Ereguereyán declaró ser inocente y que los otros dos caciques llamados Yahati y Queleliano que estaban ausentes en el juicio, eran los verdaderos culpables, ya que cuando ocurrió el asesinato él había estado en el nuevo fuerte y posta Las Pulgas del río Quinto y luego en un sitio llamado Chalesque.
Dichos aborígenes, excepto Liquid, fueron hallados culpables y sentenciados a trabajos perpetuos en las minas de Potosí pero se fugaron de la cárcel pública y se refugiaron en el convento de la Merced de Córdoba, acogiéndose al derecho de asilo. Luego de varios vaivenes con el provisor finalmente fueron ejecutados en 1709 presuntamente por orden del teniente general, aunque nunca pudo comprobarse dicha sospecha. Su mandato duró hasta principios de 1712.

### Fallecimiento
El encomendero José de Cabrera Velasco, una vez que dejó su cargo de gobernador, se refugió en un convento, testó el 27 de noviembre de 1712 y falleció el 16 de febrero de 1713 en su estancia de Río Cuarto, ubicada en la tenencia de gobierno de Córdoba que formaba parte de la gobernación del Tucumán, y la que a su vez, era una entidad autónoma dentro del Virreinato del Perú.

## Matrimonio y descendencia
El maestre de campo José de Cabrera y Velasco se había unido en matrimonio en la ciudad de Córdoba de la Nueva Andalucía el 7 de agosto de 1670 con su prima segunda Antonia de Navarrete y Velasco (ib., ca. 1649-ib., después del 3 de octubre de 1684), una hija de Pedro de Navarrete Cabrera y de su esposa Isabel de Herrera Guzmán Ramírez de Velasco, nieta paterna del general novocastellano Luis de Francia Navarrete (n. Miguelturra de La Mancha, ca. 1580) —más conocido como Luis de Navarrete, que fue teniente de gobernador de Corrientes en 1634— y de su mujer Petronila de Cabrera Villarroel (n. ca. 1587), nieta materna del general Alonso II de Herrera y Guzmán —quien fuera teniente de gobernador de Santiago del Estero desde 1603 hasta alrededor de 1613 y un descendiente de la Casa de Medina Sidonia— y de su cónyuge Ana María Ramírez de Velasco Ugarte.
Por lo tanto Antonio de Navarrete era bisnieta paterna por vía femenina del teniente de gobernador cordobés Pedro Luis de Cabrera y Martel y de su esposa Catalina de Villarroel Maldonado, bisnieta materna por vía femenina de Juan Ramírez de Velasco y de su cónyuge Catalina de Ugarte y Velasco, y por esta vía era tataranieta paterna del gobernador tucumano Jerónimo Luis de Cabrera y de su mujer Luisa Martel de los Ríos y Mendoza y del teniente de gobernador general tucumano Diego de Villarroel y de su esposa María Magdalena Maldonado de Torres. 
Fruto del matrimonio de José de Cabrera y de Antonia de Navarrete nacieron cinco hijos, siendo cuatro de ellos la segundogénita Josefa (n. Córdoba, e/ marzo y 8 de julio de 1672) que falleció siendo niña, los mellizos Ana (n. ib., e/ febrero y 24 de mayo de 1677) y Jerónimo Francisco (ib., e/ febrero y 24 de mayo de 1677-ib., 21 de octubre de 1700), este último testó el día 19 del mes de fallecimiento, y la menor, Rosa de Cabrera Navarrete (n. ib., ca. 1679), por lo que al matrimonio solo les sobrevivió una hija:
- Juana Isabel de Cabrera y Navarrete[2][3] (n. Córdoba, e/ mayo y junio de 1671),[3] propietaria de las estancias-tambo de Río Cuarto y de San Bernardo,[2] que se unió en matrimonio el 27 de noviembre de 1690 con Pedro de Herrera Velasco y Reyna Salguero[3] (n. Córdoba, 1670) para concebir a doce hijos: el primogénito José, la segundogénita Juana, le seguían Isabel, Ignacio Alonso, Francisco Javier, María Antonia, Teresa, Josefa, la novena hija Jerónima Rosa de Herrera y Cabrera[2] que se unió  en matrimonio con Silvestre Fernández de Valdivieso y Arbizu —para concebir, entre otros, a Isidora Fernández de Valdivieso y Herrera Cabrera[33] que se enlazaría con el teniente de gobernador santafesino Joaquín Maciel y Lacoizqueta— y luego los menores, Ana Isabel, Tomás Francisco y Pedro de Herrera Cabrera.